# Pierroth Jr.
Norberto Miguel Ángel Salgado Salcedo (Cuernavaca, Morelos; 10 de marzo de 1958) es un luchador profesional mexicano retirado, más conocido bajo el nombre de Pierroth Jr. A lo largo de su carrera, Salcedo ha trabajado en varias empresas del circuito independiente, tales como Asistencia Asesoría y Administración (AAA), World Wrestling Council (WWC), World Wrestling Federation (WWF), la International Wrestling Revolution Group (IWRG), aunque destaca su trabajo en el Consejo Mundial de Lucha Libre (CMLL). 
Norberto Peralta Vences Sobrino.
Salcedo ha sido una vez campeón mundial al ser Campeón Universal Pesado de la WWC. También fue una vez Campeón Intercontinental de Peso Completo de IWRG, una vez Campeón Mundial de Peso Semicompleto del CMLL y una vez Campeón Mundial de Tercias del CMLL con Jaque Mate y Mazakre (en una ocasión).

## Carrera

### Primeros años (1984)
Norberto Salgado se entrenó con Elfego Silva y Gran Cochisse en la escuela de lucha libre asociada con Arena Isabel en Cuernavaca, Morelos, México. Cuando Salgado hizo su debut en el ring el 1 de julio de 1984, usó el nombre de ring "Pierroth Jr" inspirado en el luchador Pierrot, quien fue popular en Arena Isabel en las décadas de 1950 y 1960 a pesar de no estar relacionado de ninguna manera. Salgado adoptó los mismos patrones de diamantes arlequín amarillos y negros para su máscara y medias, ignorando el hecho de que en la tradición de la Commedia dell'Arte Pierrot era el rival de Arlequín y normalmente vestía de blanco. Al principio de su carrera, ganó tanto el Campeonato de Morelos de Peso Semipesado como el Campeonato de Morelos en Parejas junto a El Judío. El equipo con El Judío más tarde condujo a una disputa entre los dos que resultó en que Salgado ganara la primera Lucha de Apuestas de su carrera, en Lucha Libre, generalmente se considera más importante que los luchas de campeonato.

### Empresa Mexicana de Lucha Libre / Consejo Mundial de Lucha Libre (1985-1995)
En 1985, Salgado ha trabajando como Pierroth Jr., comenzó a trabajar en espectáculos ocasionales para la Empresa Mexicana de Lucha Libre (Renombrado como Consejo Mundial de Lucha Libre; CMLL en 1992), sumergiendo su carrera entre Arena Isabel y EMLL en la Ciudad de México. Para 1988 era un artista habitual de la EMLL, ganando el Campeonato Nacional de Peso Semicompleto de Halcón 78 el 4 de abril de 1988. El reinado duró 156 días hasta que lo perdió ante Mogur el 7 de septiembre. Pierroth Jr. dos veces campeón nacional mexicano de peso semipesado el 12 de enero de 1990 con una victoria sobre Mogur para ganar el título.
Pierroth Jr. comenzó a formar equipo con Bestia Salvaje de manera regular a finales de 1989 o principios de 1990, formando un equipo que los oficiales de la EMLL decidieron que debería ganar el Campeonato Nacional de Parejas de México frente a los entonces campeones Ángel Azteca y Atlantis. Su reinado duró 287 días, hasta que fueron derrotados por Ángel Azteca y su nuevo socio Volador. Posteriormente se unió a Jaque Mate y Masakre para formar un trío llamado "Los Intocables". El 22 de marzo de 1992 Los Intocables derrotaron a Los Infernales (MS-1, Pirata Morgan y El Satánico) para ganar el Campeonato Mundial de Tríos del CMLL. Los Infernales recuperó el campeonato el 20 de septiembre de 1992, tras lo cual Los Intocables se disolvió.
Pierroth Jr. derrotó a Jerry Estrada para convertirse en el segundo Campeón Mundial de Peso Semicompleto del CMLL, comenzando un reinado que duraría 379 días. El 2 de abril de 1993, el reinado de Pierroth Jr. terminó con el Dr. Wagner Jr. Pierroth Jr. ganó la máscara de El Supremo como parte de la celebración de "Fin de año" de CMLL el 8 de diciembre de 1992. A principios de 1994 ganó el Campeonato Nacional Mexicano de Peso Pesado del Rayo de Jalisco Jr.

### Asistencia Asesoría y Administración / World Wrestling Federation (1995–1997)
Pierroth Jr. hizo su debut en Asistencia Asesoría y Administración (AAA) a finales de 1995, uniéndose a varios otros trabajadores de CMLL que dejaron la promoción para unirse a su rival. En AAA, se involucró en una disputa de larga duración con La Parka, que llevó a Pierroth Jr. a su tercer reinado como Campeón Nacional de Peso Semicompleto, que duró 11 días. Cuando Pierroth Jr. dejó CMLL seguía siendo el campeón Nacional de Peso Pesado de México y la comisión de Lucha Libre de la Ciudad de México le permitió defenderlo en AAA después de unirse a la compañía. Su reinado duró 574 días, hasta el 20 de septiembre de 1996, donde fue derrotado por Máscara Sagrada.
A mediados de 1996, Pierroth Jr. ganó dos campeonatos AAA separados; Primero ganó el recién creado Campeonato de Campeón de Campeones de la AAA en Triplemanía IV-B y ganó un partido de eliminación del torneo cibernético para convertirse en el primer campeón. Al mes siguiente se asoció con Villano III, Villano IV y Villano V para convertirse en los primeros poseedores del Campeonato Nacional Atómicos al derrotar al equipo de Damián 666, Espectro Jr., Halloween y Karis la Momia en la final de un torneo. El campeonato quedó vacante más tarde cuando Los Villanos dejó AAA. Latin Lover derrotó a Pierroth Jr. para ganar el Campeonato de Campeón de Campeones el 15 de febrero de 1997. Comenzó su cuarto y último reinado como Campeón Nacional Mexicano de Peso Semipesado al derrotar a Latin Lover por ese campeonato.
A finales de 1996, AAA y la World Wrestling Federation (WWF; ahora llamada WWE) comenzaron a trabajar juntas, y AAA proporcionó varios luchadores que trabajaron en programas de WWF. Pierroth Jr. fue emparejado con Cibernético para los shows de WWF, haciendo su debut el 16 de diciembre de 1996 en Raw is War al derrotar a los New Rockers (Marty Jannetty y Leif Cassidy). La noche siguiente el equipo perdió ante Doug Furnas y Phil LaFon por descalificación cuando Cibernético sacó al árbitro del ring. El dúo participó en el combate Royal Rumble de 1997 y fueron eliminados sin ninguna rivalidad.El 10 de marzo de 1997, Pierroth Jr. hizo su última aparición en la WWF, haciendo equipo con Heavy Metal y Pentagón para derrotar al trío de Latin Lover, Héctor Garza y Octagón.
Salgado dejó AAA a mediados de 1997, mientras aún ostentaba el Campeonato Nacional de Peso semipesado de México, y comenzó a trabajar en el circuito independiente. En algún momento de 1998, perdió el campeonato ante Máscara Sagrada que se lo llevó de nuevo a AAA.

### Circuito independiente (1997-1999)
Después de que terminó la temporada de Salgado con AAA y la WWF, comenzó a trabajar para el recién formado International Wrestling Revolution Group (IWRG) con sede en Naucalpan, Estado de México. Se convirtió en el poseedor inaugural del Campeonato Intercontinental de Peso Completo de la IWRG después de ganar un torneo de una noche al derrotar a Black Magic el 29 de septiembre de 1997. Si bien fue campeón durante 672 días, solo trabajó unas pocas fechas para la IWRG entre finales de 1997 y el 1 de agosto. 1999 donde perdió el título ante Pirata Morgan.
En 1997 hizo su primera aparición para la promoción del Puerto Rico World Wrestling Council (WWC). Cuando regresó a la WWC en 1998, fue presentado como el Campeón Universal Pesado de la WWC, como una forma argumental de presentar el campeonato sin celebrar un torneo. El campeonato fue presentado como parte de una historia de larga duración con Glamour Boy Shane, con quien intercambió el campeonato de ida y vuelta a principios de 1999. El 27 de marzo de 1999, Pierroth Jr. luchó contra el campeón Universal de la WWC Ray González a un empate, después de lo cual el campeonato quedó vacante brevemente. Pierroth Jr. inició su cuarto y último reinado como Campeón Intercontinental de Peso Pesado de la WWC el 3 de abril de 1999 al derrotar a González en una revancha. Al día siguiente también ganó el Campeonato Universal de González. Su reinado duró 13 días, perdiendo el campeonato ante González como parte de su historia en curso. 
Si bien Salgado había trabajado desenmascarado en México desde su derrota en la Lucha de Apuestas ante L.A. Park, todavía trabajó bajo una máscara en Puerto Rico, hasta que perdió un partido de Lucha de Apuestas ante Ray González para poner fin a la rivalidad entre los dos.

### Regreso al CMLL y Retiro (1999-2008)
En 1999, Pierroth Jr. regresó a CMLL después de que terminó su estadía prolongada en Puerto Rico. A su regreso, Pierroth Jr. declaró que era boricua o puertorriqueño, declarando la superioridad del pueblo puertorriqueño sobre los mexicanos.
Comenzó a formar equipo con Gran Markus Jr., quien también adoptó la lealtad "Boricua". En pocas semanas, el dúo se hizo conocido oficialmente como Los Boricuas y comenzó a crecer de un equipo de dos hombres a un establo de varios hombres cuando agregaron La Boricua enmascarada y más tarde Veneno. En este punto Pierroth Jr. tomó el sobrenombre de "El Comandate", actuando como un dictador sobre el grupo, agregando a la mujer La Nazi como su guardaespaldas personal. A mediados del 2000 incorporaron a Violencia al grupo, en sustitución de El Boricua. En los meses posteriores al show del 68th Aniversario del CMLL, Gran Markus Jr. dejó el grupo, con la explicación de la rivalidad de que estaba cansado de estar bajo el mando de Pierroth.
Tras la disolución de Los Boriquas, Pierroth Jr. y Vampiro comenzaron una disputa de larga duración con Los Hermanos Dinamita, especialmente Cien Caras y Máscara Año 2000. La rivalidad llevó a Pierroth y Vampiro a perder un combate de Lucha de Apuestas en el evento principal de Sin Piedad, dejando a Pierroth y Vampiro totalmente calvos. Su última lucha de apuestas tuvo lugar el 15 de noviembre de 2007, donde perdió ante L.A. Park y, como resultado, volvió a ser rapado.
Salgado se vio obligado a retirarse de la lucha libre profesional en noviembre de 2008 después de sufrir un derrame cerebral debilitante.  El accidente cerebrovascular lo dejó luchando para caminar sin apoyo, confinándolo a una silla de ruedas.  Salgado ha sido homenajeado en múltiples ocasiones tras su retiro. En 2009, los luchadores se agruparon para organizar Unido X Amistad, donde las ganancias del espectáculo se destinaron a Salgado ya que ya no podía trabajar.  Espectáculos en su ciudad natal de Cuernavaca también rindieron homenaje y apoyo a Salgado.  Salgado hizo una aparición personal en el Festival de las Máscaras 2013 de IWRG espectáculo el 11 de agosto de 2013, donde se le entregó una placa y recibió aplausos mientras se ponía la máscara negra y amarilla. 

## Campeonatos y logros
- Asistencia Asesoría y Administración
  - Campeonato de Campeón de Campeones de la AAA (1 vez)[4]
  - Campeonato Nacional de Peso Semicompleto (2 veces)[5]
  - Campeonato Nacional Atómicos (1 vez) – con Villano III, Villano IV & Villano V[6]

- Consejo Mundial de Lucha Libre
  - Campeonato Mundial de Peso Semicompleto del CMLL (1 vez)[7]
  - Campeonato Mundial de Tríos del CMLL (1 vez) – con Jaque Mate & Masakre[8]
  - Campeonato Nacional de Peso Completo (1 vez)
  - Campeonato Nacional en Parejas (1 vez) – con Bestia Salvaje[9]
  - Copa de Oro (1995) – con Chicago Express[10]

- Federación Internacional de Lucha Libre
  - FILL Heavyweight Championship (1 vez)[11]

- International Wrestling Revolution Group
  - Campeonato Intercontinental de Peso Completo de IWRG (1 vez)[2]

- World Wrestling Council
  - WWC Universal Heavyweight Championship (1 vez)[12]
  - WWC Intercontinental Heavyweight Championship (4 veces)[13]

- Pro Wrestling Illustrated
  - Situado en el Nº136 en los PWI 500 de 1997[14]
  - Situado en el Nº250 en los PWI 500 del 2000[15]

## Luchas de apuestas
| Ganador                                | Perdedor                        | Lugar                    | Fecha                                                      |               |
| -------------------------------------- | ------------------------------- | ------------------------ | ---------------------------------------------------------- | ------------- |
| Pierroth Jr. (mask)                    | El Judío (mask)                 | Cuernavaca, Morelos      | N/A                                                        | [ 16 ]        |
| Pierroth Jr. (mask)                    | Mr. Majestic (mask)             | Cuernavaca, Morelos      | N/A                                                        | [ 16 ]        |
| Pierroth Jr. (mask)                    | La Araña de Morelos (mask)      | Cuernavaca, Morelos      | N/A                                                        | [ 16 ]        |
| Pierroth Jr. (mask)                    | Zaratustra (mask)               | Cuernavaca, Morelos      | N/A                                                        | [ 16 ]        |
| Pierroth Jr. (mask)                    | Power Man (mask)                | Monterrey, Nuevo León    | N/A                                                        | [ 16 ]        |
| Pierroth Jr. (mask)                    | El Supremo (mask)               | Ciudad de México         | 1992                                                       | [ 16 ]        |
| Pierroth Jr. (mask)                    | Tigre Blanco (mask)             | Guadalajara, Jalisco     | N/A                                                        | [ 16 ]        |
| Pierroth Jr. (mask)                    | El Boricua (mask)               | Ciudad de México         | 1996                                                       | [ 16 ]        |
| Pierroth Jr. (mask)                    | Kiss (mask)                     | Tijuana, Baja California | 1998                                                       | [ 16 ]        |
| La Parka (mask)                        | Pierroth Jr. (mask)             | Nuevo Laredo, Tamaulipas | Expresión errónea: carácter de puntuación «{» desconocido. | [ 17 ] [ 16 ] |
| Pierroth Jr. (hair)                    | Power Man (mask)                | Monterrey, Nuevo León    | N/A                                                        |               |
| Pierroth Jr. (hair)                    | Rostro Salazar (mask)           | Reynosa, Tamaulipas      | N/A                                                        |               |
| Pierroth Jr. (hair)                    | American Destroyer (mask)       | Nuevo Laredo, Tamaulipas | N/A                                                        |               |
| Ray González (hair)                    | Pierroth Jr. (mask)             | Guaynabo, Puerto Rico    | 1999                                                       | [ 18 ] [ 16 ] |
| Pierroth Jr. (hair)                    | Salsero (hair)                  | Nuevo Laredo, Tamaulipas | N/A                                                        |               |
| Pierroth Jr. (hair)                    | Brazo de Plata (hair)           | Ciudad de México         | N/A                                                        | [ 19 ]        |
| Pierroth Jr. (hair)                    | Máscara Año 2000 (hair)         | Ciudad de México         | Expresión errónea: carácter de puntuación «{» desconocido. | [ 20 ]        |
| Pierroth Jr. (hair)                    | Super Brazo (hair)              | Cuernavaca, Morelos      | Expresión errónea: carácter de puntuación «{» desconocido. | [ 21 ]        |
| Pierroth Jr. (hair)                    | Super Brazo (hair)              | Cuernavaca, Morelos      | N/A                                                        | [ 21 ]        |
| Pierroth Jr. (hair)                    | Apolo Dantés (hair)             | Ciudad de México         | Expresión errónea: carácter de puntuación «{» desconocido. |               |
| Pierroth Jr. (hair)                    | Gran Markus Jr. (hair)          | Ciudad de México         | Expresión errónea: carácter de puntuación «{» desconocido. | [ 22 ]        |
| Pierroth Jr. (hair)                    | Cien Caras (hair)               | Ciudad de México         | Expresión errónea: carácter de puntuación «{» desconocido. |               |
| Pierroth Jr. (hair)                    | Brazo de Plata (hair)           | Cuernavaca, Morelos      | Expresión errónea: carácter de puntuación «{» desconocido. | [ 19 ]        |
| Pierroth Jr. (hair)                    | Violencia (hair)                | Ciudad de México         | Expresión errónea: carácter de puntuación «{» desconocido. | [ 23 ]        |
| Universo 2000 (mask)                   | Pierroth Jr. (hair)             | Ciudad de México         | Expresión errónea: carácter de puntuación «{» desconocido. | [ 24 ]        |
| Cien Caras and Máscara Año 2000 (hair) | Pierroth Jr. and Vampiro (hair) | Ciudad de México         | Expresión errónea: carácter de puntuación «{» desconocido. | [ 25 ]        |
| Pierroth Jr. (hair)                    | El Satánico (hair)              | Puebla, Puebla           | Expresión errónea: carácter de puntuación «{» desconocido. | [ 26 ]        |
| Héctor Garza (hair)                    | Pierroth Jr. (hair)             | Ciudad de México         | Expresión errónea: carácter de puntuación «{» desconocido. |               |
| Dr. Wagner Jr. (mask)                  | Pierroth (hair)                 | Acapulco                 | Expresión errónea: carácter de puntuación «{» desconocido. |               |
| Tarzan Boy (hair)                      | Pierroth (hair)                 | Tlaxcala                 | Expresión errónea: carácter de puntuación «{» desconocido. | [ 27 ]        |
| L.A. Park (mask)                       | Pierroth (hair)                 | Xalapa, Veracruz         | Expresión errónea: carácter de puntuación «{» desconocido. |               |